# Wehrmachthelferin
Wehrmachthelferin (auch Wehrmachtshelferin) war die Bezeichnung für Mädchen und junge Frauen, die während des Zweiten Weltkrieges zum zivilen Dienst bei der deutschen Wehrmacht herangezogen wurden. 
Das SS-Helferinnenkorps bestand dagegen nur aus Freiwilligen.

## Rechtsgrundlagen
Die rechtlichen Rahmenbedingungen für den weiblichen Kriegseinsatz waren bereits vor Ausbruch des Zweiten Weltkrieges geschaffen worden. Das 1935 erlassene Wehrgesetz bestimmte in § 1 Abs. 3, dass „im Kriege über die Wehrpflicht hinaus jeder deutsche Mann und jede deutsche Frau zur Dienstleistung für das Vaterland verpflichtet ist.“ Dieses Gesetz wurde mit der Notdienstverordnung des Beauftragten für den Vierjahresplan Hermann Göring vom 15. Oktober 1938 näher spezifiziert. Zur Bekämpfung öffentlicher Notstände konnten Bewohner des Reichsgebiets zur Erfüllung hoheitlicher Aufgaben herangezogen werden. Kurz nach Ausbruch des Krieges folgte am 15. September 1939 eine Durchführungsverordnung des Reichsinnenministers Wilhelm Frick,  die eine „der Wehrpflicht angenäherte“, weil entfristete, per Einberufungsbescheid und ohne Beschäftigungsvertrag erfolgende Rekrutierungsform für Frauen schuf. Voraussetzung für deren Kriegseinsatz war, dass sie familiär ungebunden, ledig oder zumindest kleinkinderlos waren.

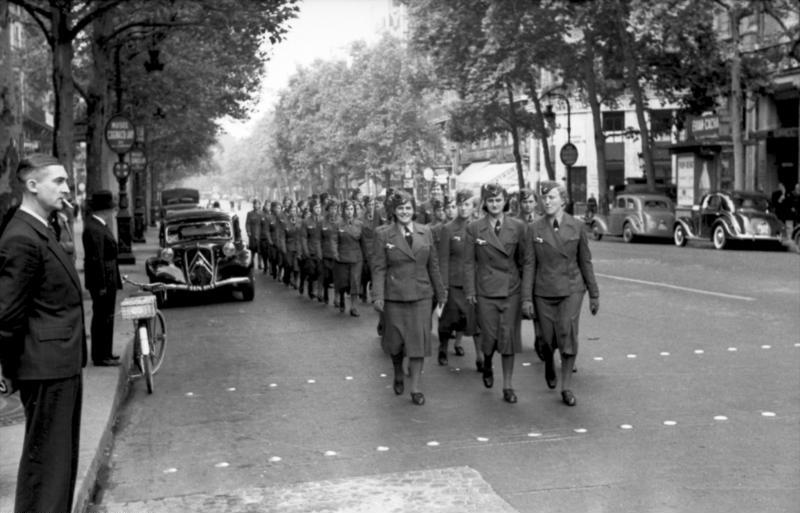
Wehrmachthelferinnen im besetzten Paris, 1940

Seit Sommer 1940 waren aufgrund des rapide steigenden Personalbedarfs insgesamt 500 000 sog. Helferinnen der Wehrmacht bei allen Teilstreitkräften eingesetzt. Als zivile Angestellte zählten die Frauen zum Wehrmachtgefolge und besaßen den Status von Nichtkombattanten im Sinne der Haager Landkriegsordnung. Sie unterlagen jedoch den Richtlinien des Militärstrafgesetzbuchs, der Wehrmachtdisziplinarstraf- sowie der Kriegsstrafverfahrensordnung.
Als Stabshelferinnen erledigten sie überwiegend Bürotätigkeiten, die Nachrichtenhelferinnen, die der Volksmund in Anlehnung an die Uniformabzeichen auch zweideutig „Blitzmädel“ nannte, waren für die Aufrechterhaltung der Kommunikation an Fernsprechern und Fernschreibern verantwortlich, während bei der Luftwaffe Flakwaffenhelferinnen unter anderem Scheinwerfer und Zielgeräte bedienten.

## Einsatzbereiche

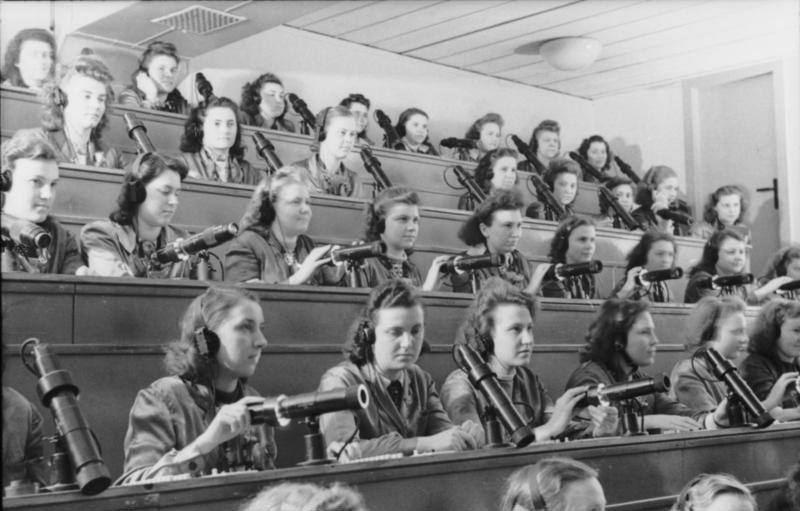
Nachrichtenhelferinnen im Leitstand der 4. Flakdivision, 1944

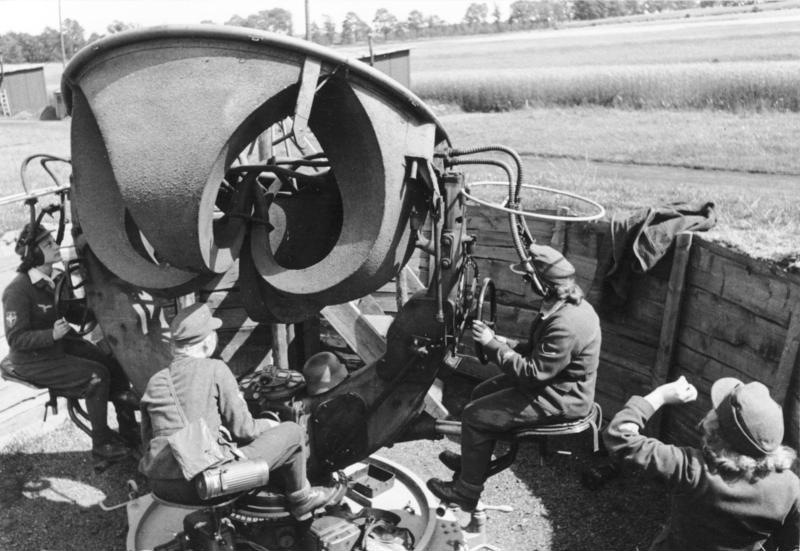
Flakhelferinnen der Wehrmacht an einem Horchgerät, 1943

Mehr als eine halbe Million Frauen waren für kürzere oder längere Zeit Wehrmachthelferinnen in allen drei Wehrmachtsteilen des Heer, Marine und Luftwaffe. Über die Hälfte von ihnen meldete sich freiwillig, die anderen waren notdienstverpflichtet oder kriegshilfsdienstpflichtig. Sie zählten wie die hilfswilligen Kriegsgefangenen (siehe „Hilfswilliger“) zum sogenannten Behelfspersonal.
Die Frauen wurden nicht nur im Deutschen Reich eingesetzt, sondern zu einem kleinen Teil auch in besetzten Gebieten, so im Generalgouvernement (Polen), Dänemark, Norwegen, Niederlande, Belgien, Frankreich, im Reichskommissariat Ostland, später auch in Jugoslawien, Griechenland, Italien und im verbündeten Rumänien, als Stabshelferinnen. Sie leisteten militärische Hilfsdienste, waren militärischen Vorgesetzten unterstellt und arbeiteten unter den Bestimmungen des Militärrechts. Wehrmachthelferinnen wurden meist als Ersatz für im Innendienst beschäftigte Soldaten eingesetzt, die so für Fronteinsätze frei wurden. Die Ausbildung dauerte maximal 12 Wochen. Einige militärische Einheiten bestanden am Ende des Krieges fast ausschließlich aus weiblichem Hilfspersonal.
Sie arbeiteten vor allem
- als Telefonistinnen, Fernschreiberinnen, Funkerinnen, Stenotypistinnen, Bürohilfskräfte und Botinnen,
- in der Reichsluftverteidigung im Horchdienst, Flugwachdienst, Flugmeldedienst, Wetterdienst, Jägerleitdienst und Luftschutzdienst
- bei der Flugabwehr an Flugabwehrkanonen (Flak) z. B. an Scheinwerfern oder als Hilfskanoniere an Flakhilfsgeräten (s. u.) sowie

## Kampfeinsatz
In den letzten Kriegsjahren wurden Helferinnen auch als Soldatinnen, obwohl nie als solche bezeichnet, verwendet. So dienten im August 1944 bei der Flugabwehrtruppe der Luftwaffe 660.000 reguläre männliche Soldaten sowie 450.000 Frauen („Flakbehelfspersonal“). Die Scheinwerfer-Batterien der Flaks wurden meist von Frauen bedient.
Den größten Umfang erreichte das Wehrmachthelferinnenkorps zur Jahreswende 1944/45. 1945 wurden Flakhelferinnen Handfeuerwaffen zur Selbstverteidigung erlaubt. Im Februar 1945 wurden die Helferinnen der drei Wehrmachtteile (Heer, Luftwaffe, Marine) im Wehrmachthelferinnenkorps zusammengefasst.
Es ist unbekannt, wie viele Wehrmachthelferinnen in Ausübung ihres Dienstes starben, zu Kriegsversehrten wurden oder in Kriegsgefangenschaft gerieten. In sowjetischer Gefangenschaft sollen laut Schätzungen etwa 20.000 von ihnen umgekommen sein. Viele gerieten im Chaos von Rückzug, überstürzten Fluchtbewegungen und kollabierender Infrastruktur in Partisanenüberfälle, Tieffliegerangriffe oder Bombardements.

## Rezeption nach dem Krieg
1978 veröffentlichte Franz W. Seidler, seinerzeit Ordinarius für Sozial- und Militärgeschichte an der Universität der Bundeswehr München, das Buch „Frauen zu den Waffen?“ und in der Folge weitere Untersuchungen unter dem Titel der zeitgenössischen Bezeichnung „Blitzmädchen“. Seidler untersuchte auch, wie weit die Helferinnen durch Wahrnehmung kampfunterstützender Funktionen zu Kombattantinnen wurden.
In den sozialen Medien wurde 2018 von der Facebook-Seite „Die Blitzmädchen“ ein einseitig positives Bild der damals eingesetzten Frauen gezeichnet, alle Grausamkeiten der Nationalsozialisten und des Krieges blieben außen vor.

## Blitzmädel
„Blitzmädel“ oder „Blitzmädchen“ war ein Begriff aus der Soldatensprache. Die Bezeichnung war vom Blitz-Emblem, dem Abzeichen auf dem Uniformärmel oder auf der Krawatte, abgeleitet. Der Blitz war ein Emblem der Nachrichtentruppe von Wehrmacht und Waffen-SS. Der Begriff hatte teilweise einen abwertenden Beiklang, entsprechend soll ihr Ansehen in Teilen der Bevölkerung und bei Soldaten gering gewesen sein.

## Wehrmachthelferinnen im Spielfilm
- 1943/44 Eine kleine Sommermelodie, Regie Volker von Collande (die weibliche Hauptfigur, Eva-Maria, eigentlich Studentin der Kunstgeschichte, wird bei ihrer Tätigkeit als Nachrichtenhelferin gezeigt, Uraufführung erst 1982)
- 1958 Blitzmädels an die Front, unter der Regie von Werner Klingler, Drehbuch: Hans Hellmut Kirst, mit Eva-Ingeborg Scholz (Oberführerin Hanna Helmke), Horst Frank (Gaston), Klausjürgen Wussow (Oberleutnant Wagner) und Werner Peters (Stabsarzt im Wehrkreiskommando).
- 1980 Archiv des Todes, 13-teilige DDR-TV-Serie, Teil 6 bis 13, Regie Rudi Kurz, Schauspieler: Jürgen Zartmann: (Georg), Gojko Mitić: (Boris), Gerd Blahuschek: (Hauptmann Ernst), Renate Blume: (Renate Wiesner), Alfred Struwe: (Standartenführer Hauk)